# George B. Cortelyou
George Bruce Cortelyou, né le 26 juillet 1862 à New York  et mort le 23 octobre 1940 à Long Island City, est un homme politique américain. Membre du Parti républicain, il est secrétaire au Commerce et au Travail entre 1903 et 1904, Postmaster General des États-Unis entre 1905 et 1907 puis secrétaire au Trésor dans l'administration du président Theodore Roosevelt.

## Biographie
Inspecteur des postes de New York de profession, il devient secrétaire particulier du président William McKinley.